# Хиршфельд (Бранденбург)
Хиршфельд (нем. Hirschfeld) — община в Германии, в земле Бранденбург.
Входит в состав района Эльба-Эльстер. Подчиняется управлению Шраденланд. Население составляет 1367 человек (на 31 декабря 2010 года). Занимает площадь 20,47 км².
| Год  | Население |
| ---- | --------- |
| 2005 | 1471      |
| 2010 | 1394      |